# 第64回日劇學院賞
←第63回 - 第64回 - 第65回→
第64回日劇學院賞，為針對2010年1月到3月在日本播出的冬季連續劇做出投票與評比。

## 最優秀作品賞
1. 空中急診英雄 第2季
2. 不毛地帶
3. 不委曲的女人

- 讀者票：1.空中急診英雄 第2季；2.完美小姐進化論；3.代書萬萬歲；4.決定不哭的日子；5.BLOODY_MONDAYSeason 2
- 記者票：1.不委曲的女人；2.不毛地帶；3.決定不哭的日子；4.相棒Season 8；5.Code Blue
- 評審票：1.不毛地帶；2.空中急診英雄 第2季；3.不委曲的女人；4.相棒Season 8；5.決定不哭的日子

## 主演男優賞
1. 唐澤壽明（不毛地帶）
2. 山下智久（空中急診英雄 第2季）
3. 水谷豐 （相棒 Season 8）

- 讀者票：1.山下智久（空中急診英雄 第2季）；2.亀梨和也（完美小姐進化論）；3.櫻井翔（代書萬萬歲）
- 記者票：1.唐澤壽明（不毛地帶）；2.山下智久（空中急診英雄 第2季）；3.水谷豐（相棒）
- 評審票：1.唐澤壽明（不毛地帶）；2.水谷豐（相棒）；3.山下智久（空中急診英雄 第2季）

## 主演女優賞
1. 菅野美穗（不委曲的女人）
2. 榮倉奈奈（決定不哭的日子）
3. 堀北真希（代書萬萬歲）

- 讀者票：1.菅野美穗（不委曲的女人）；2.榮倉奈奈（決定不哭的日子）；3.堀北真希（代書萬萬歲）
- 記者票：1.菅野美穗（不委曲的女人）；2.榮倉奈奈（決定不哭的日子）；3.倉科加奈（歡迎龜來）
- 評審票：1.菅野美穗（不委曲的女人）；2.榮倉奈奈（決定不哭的日子）；3.堀北真希（代書萬萬歲）

## 助演男優賞
1. 及川光博（相棒 Season 8）
2. 岸部一德（不毛地帶）
3. 原田芳雄（不毛地帶）

- 讀者票：1.手越祐也（完美小姐進化論）；2.佐藤健（BLOODY MONDAY）；3.藤木直人（決定不哭的日子）；4.及川光博（相棒）；5.橫山裕（左眼偵探EYE）
- 記者票：1.及川光博（相棒）；2.谷原章介（不委曲的女人）；3.遠藤憲一（不毛地帶）；4.岸部一徳（不毛地帶）；5.藤木直人（決定不哭的日子）
- 評審票：1.岸部一徳（不毛地帶）；2.原田芳雄（不毛地帶）；3.遠藤憲一（不毛地帶）；4.及川光博（相棒）；5.渡部篤郎（率直男人）

## 助演女優賞
1. 杏（決定不哭的日子）
2. 永作博美（不委曲的女人）
3. 小池榮子（宿命 1969-2010）

- 讀者票：1.大政絢（完美小姐進化論）；2.新垣結衣（空中急診英雄 第2季）；3.永作博美（不委曲的女人）；4.戶田惠梨香（Code Blue急症直升機醫生 第2季）；5.石原聰美（左眼偵探EYE）
- 記者票：1.杏（決定不哭的日子）；2.小池榮子（宿命 1969-2010）；3.永作博美（不委曲的女人）；4.石原聰美（左眼偵探EYE）；5.吉瀨美智子（BLOODY_MONDAY Season 2）
- 評審票：1.杏（決定不哭的日子）；2.永作博美（不委曲的女人）；3.新垣結衣（空中急診英雄 第2季）；4.天海祐希（不毛地帶）；5.小池榮子（宿命 1969-2010）

## 其他獎項

### 監督賞
1. 澤田鎌作、平野真、水田成英（不毛地帶）
2. 和泉聖治、橋本一、東伸児、安養寺工、近藤俊明（相棒 Season 8）
3. 西浦正記、葉山浩樹、関野宗紀（Code Blue急症直升機醫生 Season 2）

### 腳本賞
1. 輿水泰弘、櫻井武晴、戸田山雅司、古澤良太、徳永富彦、太田愛（相棒 Season 8）
2. 橋部敦子（不毛地帶）
3. 遊川和彥（不委曲的女人）

### 主題曲賞
1. miwa《don't cry anymore》（決定不哭的日子）